# Malé Chyndice
Malé Chyndice és un poble i municipi d'Eslovàquia que es troba a la regió de Nitra, al sud-oest del país. El 2021 tenia 386 habitants.

## Història
La primera menció escrita de la vila es remunta al 1264.

## Demografia
| Godina             | 1994 | 2004   | 2014   | 2024   |
| ------------------ | ---- | ------ | ------ | ------ |
| Nombre de persones | 401  | 392    | 391    | 389    |
| Diferència         |      | −2,24% | −0,25% | −0,51% |

| Godina             | 2023 | 2024   |
| ------------------ | ---- | ------ |
| Nombre de persones | 378  | 389    |
| Diferència         |      | +2,91% |